# Organizace Abú Nidala
Organizace Abú Nidala (OAN) (anglicky: Abu Nidal Organisation (ANO)) je palestinská teroristická organizace založená Abú Nidalem.

## Historie
Do roku 1974, kdy vystoupila z Organizace pro osvobození Palestiny (OOP) nesla název Revoluční rada Fatahu. Byla také označována jako: Arabské revoluční brigády, Revoluční organizace socialistických muslimů či Černý červen. Odmítá jakékoliv kompromisy s Izraelem. Zároveň se stala nájemnou teroristickou organizací působící i mimo Izrael (Rakousko, Německo, Turecko, Rumunsko, Indie).
Organizaci založil Abú Nidal (vlastním jménem Sabrí Chalil Al Banná). S pomocí iráckých tajných služeb se pokusil zabít Jásira Arafata. Za to byl v nepřítomnosti Fatahem odsouzen k trestu smrti. Zorganizoval a provedl úspěšný atentát na místopředsedu OOP Salaha Chalafa (Abú Ijáda). Byl známý svou krutostí a bezohledností i vůči vlastním lidem. Při pravidelných čistkách nechal zlikvidovat až 170 členů své organizace.

## Činnost
Její frakce Černé září se nechvalně proslavila při útoku na letních olympijských hrách v Mnichově známém jako Mnichovský masakr. 5. září 1972 osm teroristů (ze skupiny Al Fattáh a Černého září) zajalo členy izraelské výpravy. Na letišti ve Fustelfeldbrucku bylo při pokusu o záchrannou akci zabito 5 teroristů, ale i 11 atletů.
V roce 1982 spáchala OAN atentát na izraelského velvyslance v Londýně, což se nakonec stalo záminkou pro První libanonskou válku. V prosinci 1985 provedl ozbrojené útoky na přepážkách izraelské letecké společnosti El Al v Římě a ve Vídni.
Při útocích OAN zahynulo celkem na 900 lidí.
V roce 2002 bylo nalezeno tělo Abú Nidala v Bagdádu. Uvádí se, že měl být zabit iráckými tajnými službami. V současnosti má OAN přes tisíc členů.